# Trilobite Promenade
Die Trilobite Promenade (englisch für Trilobitengehweg) ist ein schmaler, steilwandiger Gebirgskamm im westantarktischen Marie-Byrd-Land. In der Ohio Range der Horlick Mountains erstreckt er sich 3 km westlich des Lackey Ridge, von dem er durch einen 100 m steil abfallenden Schneehang getrennt ist.
Das New Zealand Antarctic Place-Names Committee benannte ihn. Namensgebend sind die versteinerten Kriechspuren von Trilobiten, die neuseeländische Mannschaften hier zwischen 1979 und 1980 entdeckten und zwischen 1983 und 1984 genauer untersuchten.